# Mariä Heimsuchung (Bierdorf)

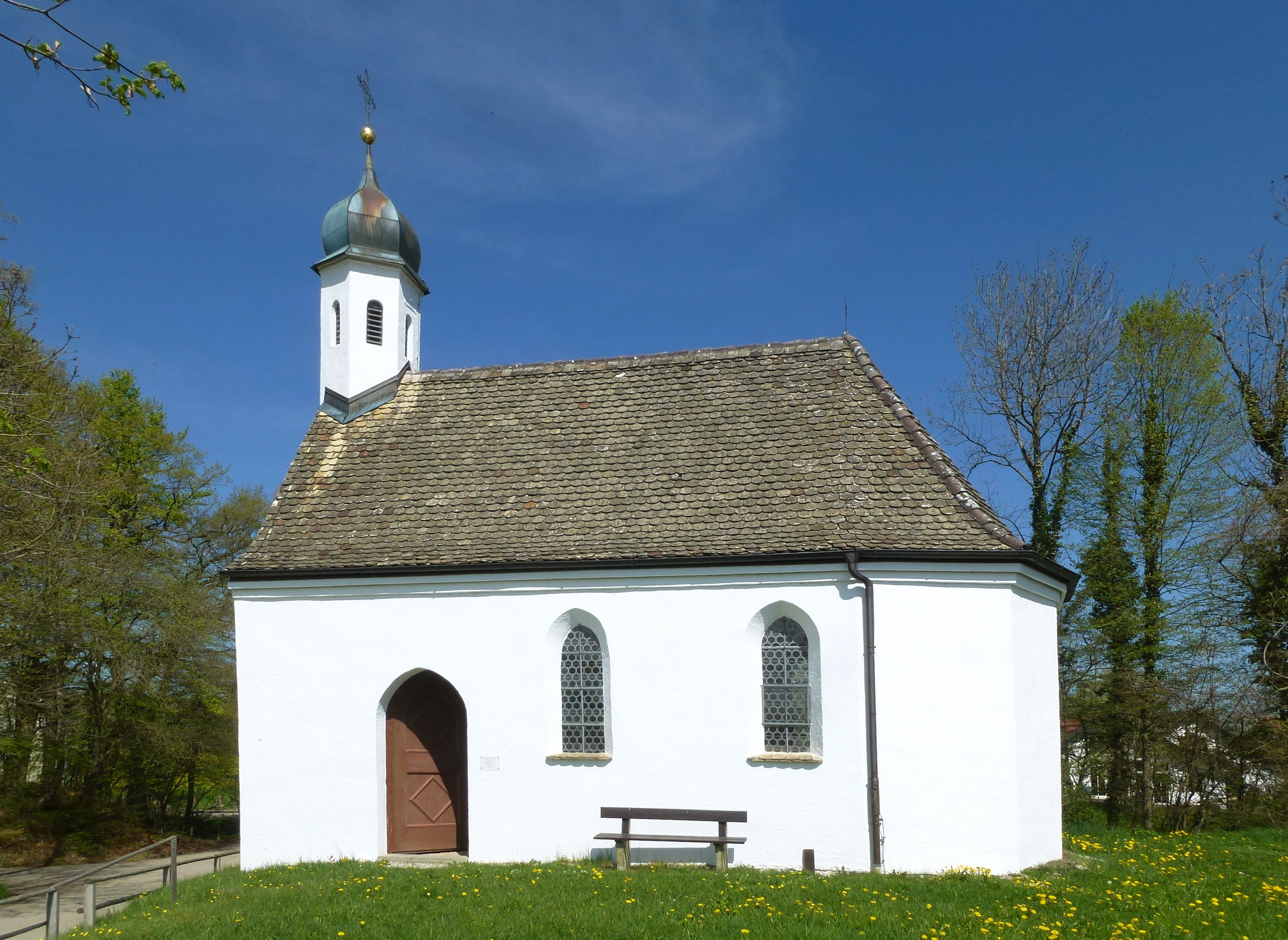
Kapelle Mariä Heimsuchung in Bierdorf

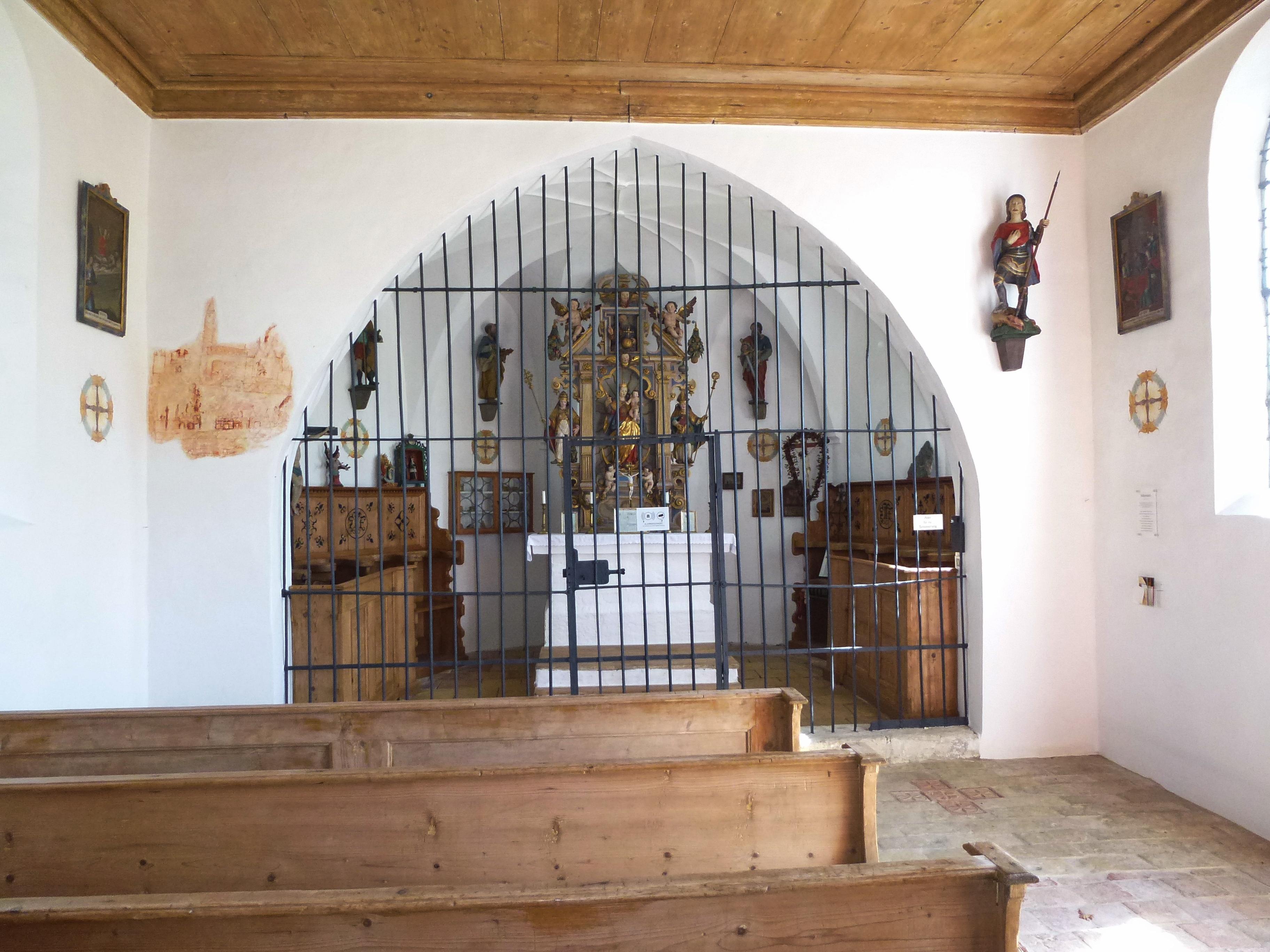
Innenansicht

Die katholische Kapelle Mariä Heimsuchung in Bierdorf, einem Ortsteil der Gemeinde Dießen am Ammersee im oberbayerischen Landkreis Landsberg am Lech, wurde 1607 bis 1609 durch das Kloster Dießen errichtet. Die Kapelle ist ein geschütztes Baudenkmal.

## Beschreibung
Der stattliche Satteldachbau mit polygonalem Chor und Dachreiter wurde in nachgotischen Formen errichtet. Die Tür, die Fenster und der Chorbogen sind spitzbogig. Der Chor besitzt ein Sterngratgewölbe mit Schlusssteinen.
Der Altar (um 1606) mit der Muttergottes (um 1624), die Rudolf Zwinck zugeschrieben wird, ist im Stil der Renaissance gestaltet.
In den Jahren 2010 bis 2014 wurde die Kapelle umfassend renoviert.